# Red Tulum
RedTulum es la denominación del sistema de transporte público de la Provincia de San Juan, Argentina. Este sistema está compuesto por una red primaria y una red secundaria de líneas o recorridos de ómnibus cuyo servicio conecta diferentes ciudades y localidades de la provincia y es operado por diferentes empresas privadas.
Fue inaugurado el 4 de diciembre de 2021, en un acto oficial donde hicieron presencia autoridades del Gobierno de San Juan, invitados y allegados a empleados.

## Organización

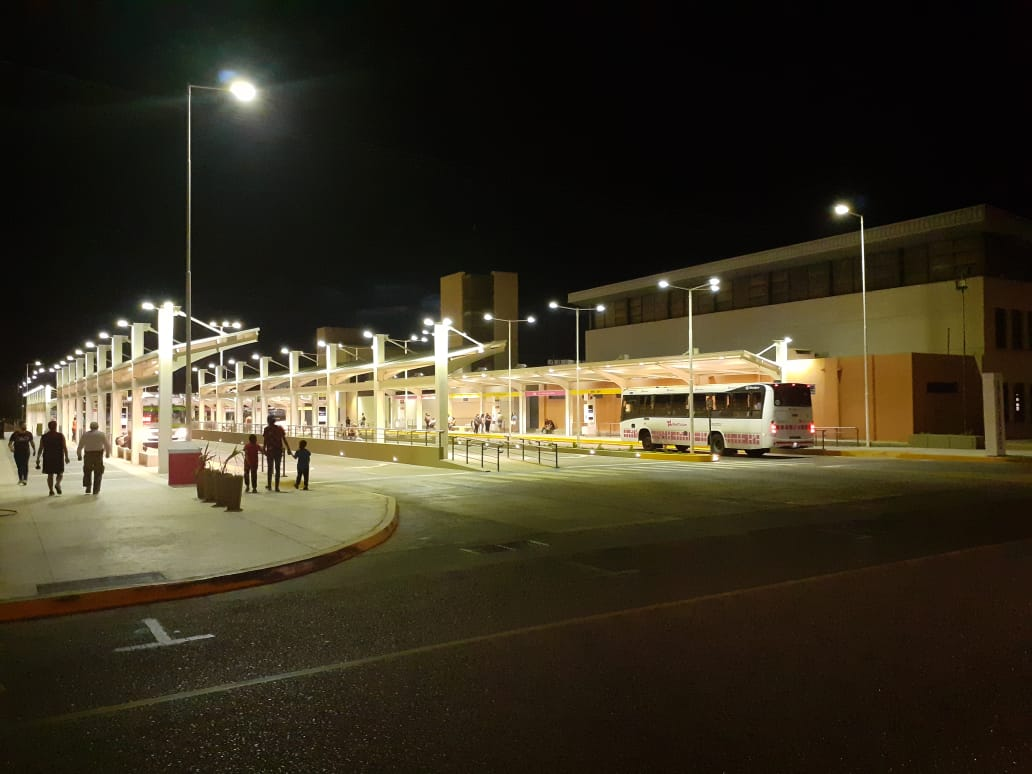
Exterior de la Estacion "Córdoba"

RedTulum es un sistema que se organiza a partir de una red primaria y una secundaria de líneas o recorridos de ómnibus que tienen como propósito conectar los diferentes asentamientos poblacionales de San Juan. La red primaria está constituida por recorridos denominados troncales, corredores, interurbanos y perimetrales. Todos ellos tienen como rasgo común recorridos lineales y extensos, de pocos quiebres, a excepción de los corredores perimetrales, que por ser periféricos han debido acomodarse a una base más irregular. Establecen conectividad al interior del Gran San Juan y zonas de los departamentos Albardón, Caucete, Pocito y 9 de Julio. La red secundaria tiene por función conectar áreas no servidas por la primaria como barrios periféricos (en caso del Gran San Juan) y los departamentos restantes que conforman la provincia.
El 17 de febrero de 2021 se lanzó la aplicación móvil para android e iOS.

### Red primaria
| Línea                         | Cabeceras                                  | Recorrido | Sitios de interés                                                                                 | Estaciones      | Empresa                        |
| ----------------------------- | ------------------------------------------ | --- | ------------------------------------------------------------------------------------------------- | --------------- | ------------------------------ |
| TNS (Troncal norte-sur)       | Va. Krause - Va. P. A. de Sarmiento        | Va. Krause - Estación Córdoba - Estación Mitre - San Juan (Centro) - Concepción - Va. P. A. de Sarmiento             | Plazas de Va. Krause, Va. P.A.de Sarmiento y Concepción                                           | Córdoba - Mitre | El Triunfo SA                  |
| TEO 1 (Troncal este-oeste)    | La Bebida - San Juan (Centro)              | La Bebida - Rivadavia - Estación Córdoba - Estación Mitre - San Juan (Centro)                                        | Plazas de Santa Lucía - CUIM                                                                      | Córdoba - Mitre | UTE La Positiva - La Marina SA |
| TEO 2 (Troncal este-oeste)    | La Bebida - Santa Lucía                    | La Bebida - Rivadavia - Estación Córdoba - Estación Mitre - San Juan (Centro) - Santa Lucía                          | Plazas de Santa Lucía - CUIM                                                                      | Córdoba - Mitre | UTE La Positiva - La Marina SA |
| TEO 3 (Troncal este-oeste)    | La Bebida - Santa Lucía                    | La Bebida - Rivadavia - Estación Córdoba - Estación Mitre - San Juan (Centro) - Santa Lucía                          | Plazas de Santa Lucía - CUIM                                                                      | Córdoba - Mitre | UTE La Positiva - La Marina SA |
| A corredor inter-hospitalario | Hospital Rawson - Hospital Marcial Quiroga | Hospital Rawson - San Juan (Centro) - Estación Mitre - Desamparados - Rivadavia - Hospital Marcial Quiroga           | Plazas Laprida, Desamparados y Madre Universal                                                    | Mitre           | Libertador SA                  |
| B corredor Benavidez          | Villa Observatorio - Estación Córdoba      | Villa Observatorio - Av. Benavidez - Concepción - Hospital Rawson - San Juan (Centro) - Estación Córdoba             | Plaza Laprida y Parque de Chimbas                                                                 | Córdoba         | UTE La Positiva - La Marina SA |
| C corredor Líbano             | Barrio Valle Grande - Estación Córdoba     | Barrio Valle Grande - Calle República del Líbano - Hospital Rawson - San Juan (Centro) - Estación Córdoba            | Plaza Laprida                                                                                     | Córdoba         | Mayo SA                        |
| D corredor Alto de Sierra     | Alto de Sierra - Estación Córdoba          | Alto de Sierra - Av. Lib. Gral. San Martín - Estación Mitre - San Juan (Centro) - Estación Córdoba                   | Plaza Laprida                                                                                     | Córdoba - Mitre | Alto de Sierra SA              |
| E corredor Trinidad           | Trinidad - Estación Córdoba                | Trinidad - San Juan (Centro) - Estación Córdoba                                                                      | Plaza Laprida - Plaza de Mayo                                                                     | Córdoba - Mitre | UTE La Positiva - La Marina SA |
| 10 perimetral suroeste        | Va. Krause - Rivadavia                     | Va. Krause - CUIM - UCCuyo - Hospital Marcial Quiroga - Rivadavia                                                    | Plaza Madre Universal - Plaza Centenario - Hospital Marcial Quiroga                               | -               | Mayo SA                        |
| 20 perimetral sureste         | Va. Krause - Trinidad                      | Va. Krause - Mercado concentrador de frutas y hortalizas de Rawson - Plaza Alte. G. Brown - Trinidad                 | Plaza Centenario - Plaza Alte. G. Brown - Mercado concentrador de frutas y hortalizas de Rawson   | -               | Mayo SA                        |
| 30 perimetral este            | Santa Lucía - Va. P. A. de Sarmiento       | Santa Lucía - Parque de Chimbas - Va. P. A. de Sarmiento                                                             | Plaza San Martín - Parque de Chimbas - Plaza de Chimbas                                           | -               | Alto de Sierra SA              |
| 40 perimetral norte           | Va. P. A. de Sarmiento - Rivadavia         | Va. P. A. de Sarmiento - Parque industrial de Chimbas - Hospital Marcial Quiroga - CUIM - UCCuyo                     | Plaza de Chimbas - Plaza Madre Universal - Hospital Marcial Quiroga                               | -               | Albardón SA                    |
| 2 interurbana sur             | Va. Aberastain - San Juan (Centro)         | Va. Aberastain - Va. Krause - Parque de Rawson - Complejo La Superiora - Córdoba - Mitre- San Juan (Centro)          | Plaza Centenario - Plaza Libertad - Hptl. F. Cantoni                                              | Córdoba - Mitre | Mayo SA                        |
| 3 interurbana este            | Caucete - San Juan (Centro)                | Caucete - Las Chacritas - Santa Lucía - Estación Mitre - San Juan (Centro) - Estación Córdoba                        | Hospital Rawson                                                                                   | Córdoba - Mitre | El Triunfo SA                  |
| 4 interurbana norte           | Campo Afuera - San Juan (Centro)           | Campo Afuera - Va. Gral. San Martín - Va. P. A. de Sarmiento - Estación Mitre - San Juan (Centro) - Estación Córdoba | Parque Latinoamericano de Albardón - Parque de Chimbas - Hospital José Giordano - Hospital Rawson | Córdoba - Mitre | Albardón SA                    |

#### Red Secundaria
Zona Centro - Oeste
Capital - Rivadavia 
- 100 , 101 , 102 , 103 , 104 , 120 , 121 , 122 , 123 , 124 , 125 , 126 , 127.

Zonda - Ullum
- 140 , 141 , 142 , 160 , 161, 162.

Zona Sur 
Rawson - Pocitos - Sarmiento 
- 200 , 201 , 202 , 203 , 204 , 205 , 206 , 207 , 208 , 209 , 210 , 211 , 212 , 213 , 214 , 240 , 241 , 242 , 243 , 244 , 245 , 246 , 260 , 262 , 263 , 264 , 265 , 266 .

Zona Este
Santa Lucia - 9 de julio - Caucete - 25 de Mayo 
- 300 , 301 , 302 , 303 , 304 , 305 , 320 , 321 , 322 , 323 , 340 , 341 , 342 , 343 , 344 , 345 , 360 , 361 , 362 , 363 , 364.

Zona Norte 
Albardón - Angaco - Chimbas - San Martín 
- 400 , 401 , 402 , 403 , 404 , 405 , 406 , 407 , 408 , 420 , 421 , 422 , 423 , 440 , 441 , 442 , 443 , 444 , 460 , 461 , 462.